# Nagysebességű vasútvonalak Európában
Nagysebességű vasútnak nevezzük azokat a vonalakat, melyeken a sebesség legalább 200 km/h.
A nagysebességű vasút (NSV) egyre népszerűbb és hatékonyabb közlekedési eszközzé vált Európában. A kontinens első nagysebességű vasútvonalai, amelyek az 1970-es, 1980-as és 1990-es években épültek, javították az utazási időt a nemzeteken belüli folyosókon. Azóta több ország is kiterjedt nagysebességű hálózatot épített, és ma már több határokon átnyúló nagysebességű vasúti összeköttetés is létezik. A vasúttársaságok gyakran üzemeltetnek nemzetközi járatokat, és a kialakulóban lévő európai nagysebességű vasúti hálózaton folyamatosan épülnek és korszerűsödnek a nemzetközi szabványoknak megfelelő pályák.
2007-ben létrejött az európai vasútüzemeltetők konzorciuma, a Railteam, amely a határokon átnyúló nagysebességű vasúti közlekedés összehangolására és fellendítésére jött létre. A Transzeurópai nagysebességű vasúthálózat kiépítése az Európai Unió egyik kinyilvánított célja, és a legtöbb határokon átnyúló vasútvonal uniós finanszírozásban részesül. Több ország - Franciaország, Spanyolország, Olaszország, Németország, Ausztria, Svédország, Belgium, Hollandia, Lengyelország, Portugália, Oroszország, Németország, Svédország, Portugália és az Egyesült Királyság - kapcsolódik a határokon átnyúló nagysebességű vasúti hálózathoz.
Az elkövetkező években várhatóan még több ilyen összeköttetés jön létre, mivel Európa jelentős összegeket fektet be alagutakba, hidakba és egyéb infrastrukturális és fejlesztési projektekbe szerte a kontinensen, amelyek közül sok már most is épül. Az Alstom volt az első gyártó, amely nagysebességű vonatot tervezett és szállított, amely végül a franciaországi TGV-vel került forgalomba.
Jelenleg számos gyártó tervez és épít NSV-t Európában, egymást keresztező szövetségekkel és partnerségekkel, köztük az Alstom, a Bombardier (2021 óta az Alstom tulajdonában), a Hitachi, a Siemens és a Talgo.

## Korai nemzeti nagysebességű vasúti hálózatok
Az első nagysebességű vasútvonalak és szolgáltatások az 1980-as és 1990-es években épültek meg nemzeti projektként. Az országok arra törekedtek, hogy növeljék az utaskapacitást és csökkentsék a menetidőt a határaikon belüli, városok közötti útvonalakon. Kezdetben a vonalakat nemzeti finanszírozási programok keretében építették, a szolgáltatásokat pedig nemzeti üzemeltetők üzemeltették.

### Franciaország

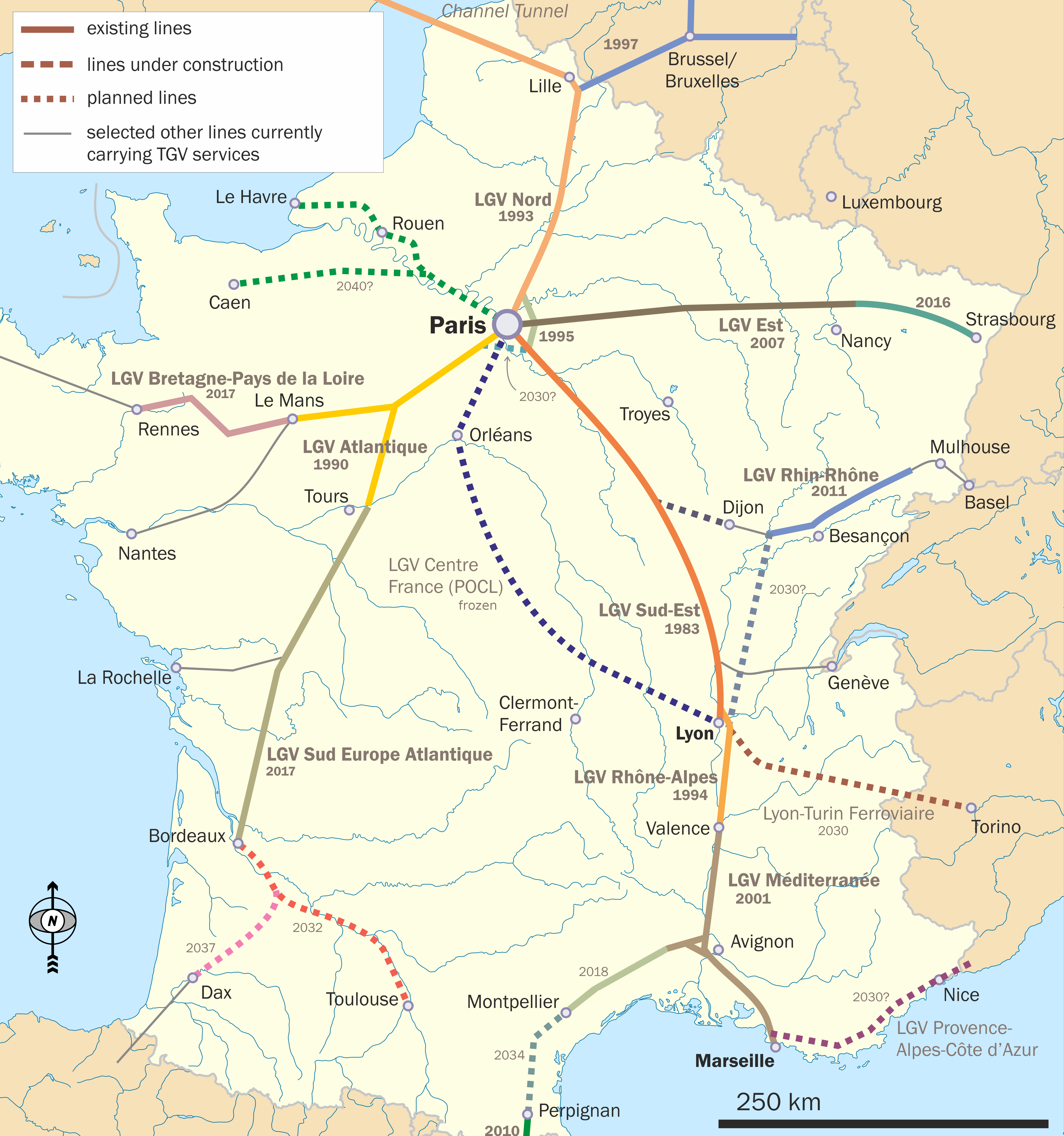
Franciaország meglévő, épülő és tervezett nagysebességű vasútvonalai

Európában az első nagy sebességű vasút Franciaországban nyílt meg Párizs és Lyon között. 2014-ben Európában a TGV vonalai alkotják a második leghosszabb nagysebességű hálózatot a spanyol után, a teljes hosszúsága 2020-ban elérte a 2695 km-et.
Franciaország akkor ismerkedett meg a nagysebességű vasúttal, amikor 1981-ben megnyílt a Párizsból Lyonba tartó LGV Sud-Est, és a TGV megkezdte a kereskedelmi utasforgalmat. Azóta Franciaország folytatta a kiterjedt hálózat kiépítését, a vonalak Párizsból minden irányba kiterjedtek. Franciaország rendelkezik a második legnagyobb nagysebességű hálózattal Európában, 2021 júniusában 2800 km működ NSV vonallal, a vezető Spanyolország 3622 km-es hálózata mögött.
A TGV-hálózat fokozatosan eljutott más városokba és más országokba, például Svájcba, Belgiumba, Hollandiába, Németországba és az Egyesült Királyságba. A nagysebességű vasút korai bevezetése és Franciaország fontos elhelyezkedése (az Ibériai-félsziget, a Brit-szigetek és Közép-Európa között) miatt a legtöbb más dedikált nagysebességű vasútvonal Európában azonos sebesség, feszültség és jelzőrendszeri szabványok szerint épült. A legnyilvánvalóbb kivételt a németországi nagysebességű vonalak jelentik, amelyeket a meglévő német vasúti szabványok szerint építettek. Emellett számos nagysebességű szolgáltatás, köztük a TGV és az ICE a nagysebességű vasút számára tervezett vonalakon kívül meglévő vasútvonalakat is használ. Emiatt, valamint az eltérő nemzeti szabványok miatt az országhatárokat átlépő vonatoknak különleges jellemzőkkel kell rendelkezniük, mint például az eltérő áramellátás és jelzőrendszerek kezelésének képessége. Ez azt jelenti, hogy nem minden TGV egyforma, és vannak nyomtávval, áramrendszerrel és jelzőrendszerrel kapcsolatos eltérések.
| Vonal                         | Sebesség                | Hossz  | Építkezés kezdete | Építkezés befejezése vagy kereskedelmi forgalom kezdete |
| ----------------------------- | ----------------------- | ------ | ----------------- | ------------------------------------------------------- |
| LGV Sud-Est                   | 270 km/h, majd 300 km/h | 409 km | 1976              | 1983                                                    |
| LGV Atlantique                | 300 km/h                | 279 km | 1985              | 1990                                                    |
| LGV Rhone-Alpes               | 300 km/h                | 115 km | 1989              | 1994                                                    |
| LGV Nord                      | 300 km/h                | 333 km | 1989              | 1996                                                    |
| LGV Interconnexion Est        | 270 km/h                | 57 km  | 1990              | 1996                                                    |
| LGV Méditerrannée             | 320 km/h                | 250 km | 1996              | 2001                                                    |
| LGV Est Européen              | 320 km/h                | 406 km | 2002              | 2016                                                    |
| LGV Perpignan-Barcelona       | 300 km/h                | 45 km  | 2004              | 2012                                                    |
| LGV Rhin-Rhone                | 320 km/h                | 138 km | 2006              | 2011                                                    |
| LGV Sud Europe Atlantique     | 320 km/h                | 302 km | 2012              | 2017                                                    |
| LGV Bretagne-Pays de la Loire | 320 km/h                | 182 km | 2012              | 2017                                                    |
| LGV Nîmes-Montpellier         | 220 km/h                | 80 km  | 2013              | 2018                                                    |
| LGV Bordeaux-Toulouse         | 320 km/h                | 222 km | Ismeretlen        | ~ 2025                                                  |
| LGV Bordeaux-Spanyolország    | 320 km/h                | 251 km | Ismeretlen        | ~ 2032                                                  |
| LGV Montpellier-Perpignan     | Ismeretlen              | 150 km | Ismeretlen        | Ismeretlen                                              |
| Lyon-Torino                   | 300 km/h                | 272 km | 2007              | 2030                                                    |

### Belgium

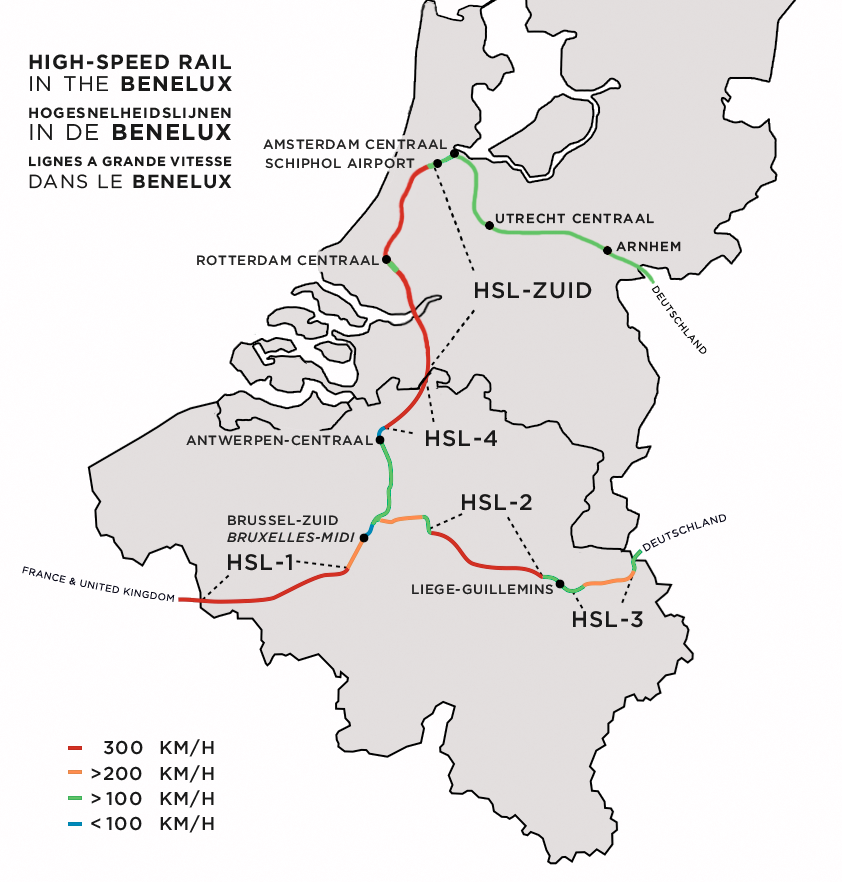
Belgium és Hollandia nagysebességű vasútvonalai

### Németország

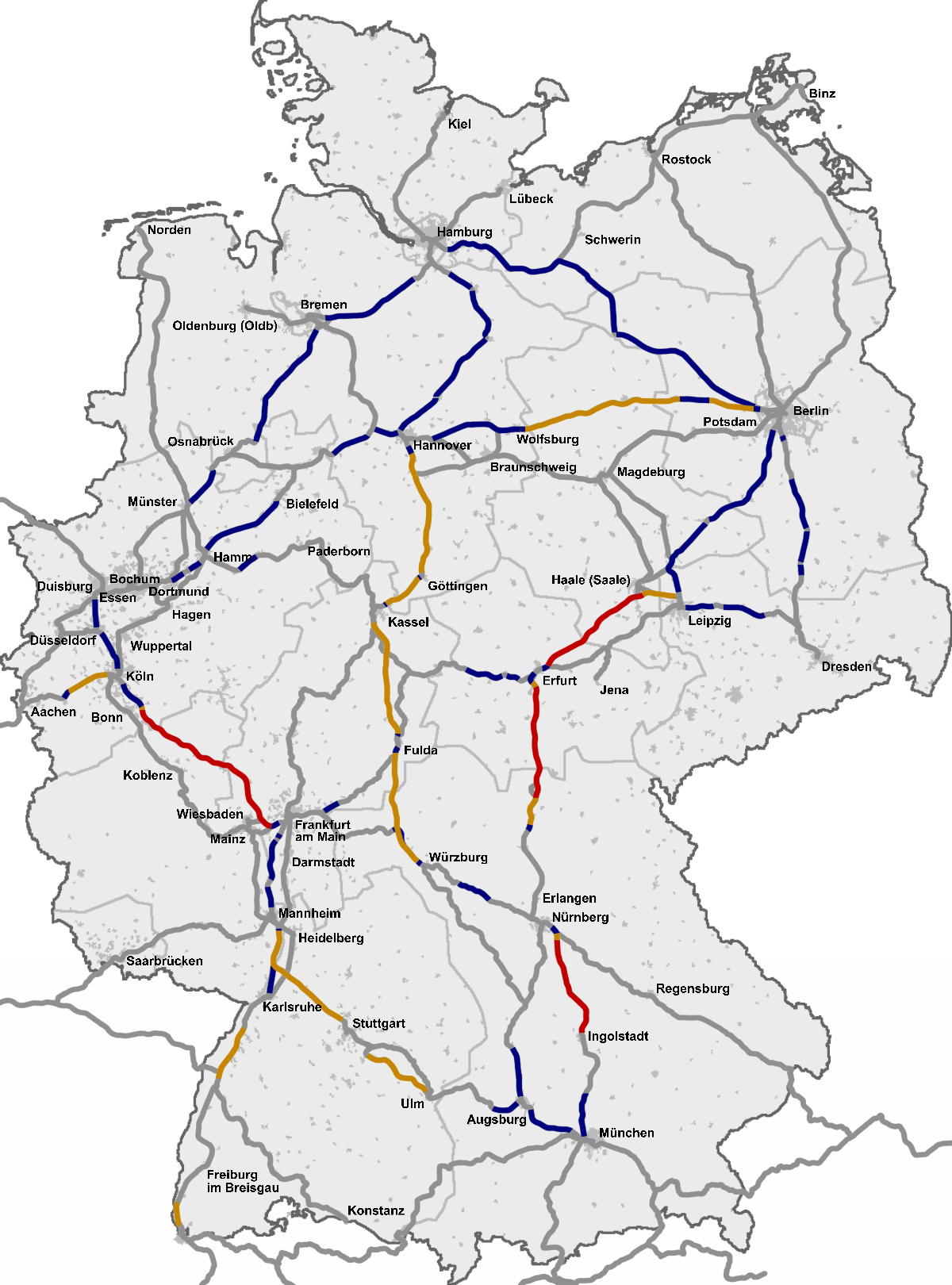
Németország nagysebességű vasútvonalai

Az első német nagysebességű vonalak építése nem sokkal a francia LGV-k építése után kezdődött. A jogi csatározások jelentős késedelmeket okoztak, így az InterCityExpress (ICE) vonatokat tíz évvel a TGV-hálózat kiépítése után helyezték üzembe. Az ICE-hálózat szorosabban kapcsolódik a már meglévő vonalakhoz és vonatokhoz, ami a németországi eltérő településszerkezetből adódik: Németország lakossága egyharmaddal nagyobb, mint Franciaországé, egyharmaddal kisebb területen, ami több mint kétszer akkora népsűrűséget eredményez, mint Franciaországé. Az ICE vonatok a forgalomba állítás után hamarosan elérték az ausztriai és svájci célállomásokat, kihasználva az ezekben az országokban használt azonos feszültséget. 2000-től kezdődően a harmadik generációs ICE többáramnemű vonatok Hollandiában és Belgiumban is közlekedtek. Az ICE harmadik generációja a próbafutások során 363 km/h sebességet ért el, a próbafutások során a maximális sebesség +10%-át előíró európai szabályoknak megfelelően, és 330 km/h sebességre van engedélyezve a menetrend szerinti forgalomban.
Délnyugaton egy új vonalat terveznek Offenburg és Bázel között, amely 250 km/h sebességet tesz lehetővé, és a Frankfurt és Mannheim közötti 300 km/h sebességre tervezett új vonal tervezése előrehaladott állapotban van. Keleten 2017 decemberében megnyílt egy 230 km hosszú vonal Nürnberg és Lipcse között, amely akár 300 km/h sebességre is képes. A Berlin és Lipcse, valamint a Nürnberg és München közötti, 2006-ban elkészült vonalakkal együtt körülbelül négy órás menetidőt tesz lehetővé Berlin és a München közötti útvonalon, szemben a néhány évvel ezelőtti közel nyolc órás menetidővel ugyanezen a távolságon.
| Vonal                                         | Sebesség     | Hossz  | Építkezés kezdete | Építkezés befejezése vagy kereskedelmi forgalom kezdete |
| --------------------------------------------- | ------------ | ------ | ----------------- | ------------------------------------------------------- |
| Hannover–Würzburg nagysebességű vasútvonal    | 280 km/h     | 327 km | 1973              | 1991                                                    |
| Mannheim–Stuttgart nagysebességű vasútvonal   | 280 km/h     | 99 km  | 1976              | 1991                                                    |
| Hannover–Berlin nagysebességű vasútvonal      | 250 km/h     | 258 km | 1992              | 1998                                                    |
| Köln–Frankfurt nagysebességű vasútvonal       | 300 km/h     | 180 km | 1995              | 2002                                                    |
| Köln–Aachen nagysebességű vasútvonal          | 250 km/h     | 70 km  | 1997              | 2002                                                    |
| Nürnberg-München nagysebességű vasútvonal     | 300 km/h     | 171 km | 1998              | 2006–2013                                               |
| Erfurt–Lipcse/Halle nagysebességű vasútvonal  | 300 km/h     | 121 km | 1987              | 2015                                                    |
| Nürnberg–Erfurt nagysebességű vasútvonal      | 300 km/h     | 191 km | 1996              | 2017                                                    |
| Karlsruhe–Bázel nagysebességű vasútvonal      | 200–250 km/h | 182 km | 1987              | 1993–2030                                               |
| Stuttgart–Wendlingen nagysebességű vasútvonal | 250 km/h     | 25 km  | 2012              | 2025                                                    |
| Wendlingen–Ulm nagysebességű vasútvonal       | 250 km/h     | 60 km  | 2012              | 2025                                                    |

### Ausztria
Ausztria 1994 óta a Westbahn vonalat építi át, hogy alkalmas legyen a nagysebességű közlekedésre. 2004-ben az ÖBB ICE T motorvonatokat bérelt a Deutsche Bahntól, melyek a decemberi menetrendváltáskor álltak forgalomba. 2008. december 14-től álltak forgalomba az új Railjet szerelvények, melyek bizonyos szakaszokon 230 km/h sebességgel is haladnak.

#### Nagysebességű vonalak
- Brenner-bázisalagút – építés alatt, max sebesség 250 km/h;
- Koralm-vasútvonal – építés alatt, max sebesség 200 km/h;
- Új Alsó-Inn-völgyi vasútvonal – építés alatt, max sebesség 250 km/h;
- Westbahn – részben megnyílt, részben építés alatt, maximális sebesség 230 km/h;

### Svájc
A francia-svájci TGV Lyria és a német ICE-vonalak Svájcot is elérik, de a sűrű vasúti forgalom és a gyakran nehéz terepviszonyok miatt nem érik el a 200 km/h (ICE3) vagy 160 km/h (TGV, ICE1, ICE2) sebességet. A leggyorsabb svájci vonat a Stadler EC250, más néven Giruno. Ezt 2016 májusa óta a Svájci Szövetségi Vasutak üzemelteti. A hagyományos vonatoknál nagyobb sebességet érhetnek el a kanyargós svájci hálózaton, a 200 km/h-s végsebességet azonban csak a nagysebességű vonalakon lehet elérni. A Svájci Szövetségi Vasutak és a Trenitalia tulajdonában lévő korábbi Cisalpino konzorcium két nemzetközi vonalon is Pendolino billenőszekrényes vonatokat használt. Ezeket a vonatokat jelenleg a Svájci Szövetségi Vasutak és a Trenitalia üzemelteti.
A közutakon és vasutakon tapasztalható transzalpin teher- és személyszállítási szűk keresztmetszetek megoldására Svájc elindította a Rail2000 és az NRLA projekteket.

### Olaszország és Svájc

Olaszország nagysebességű vasútvonalai

#### Finnország

Finnország üzemelő és tervezett nagysebességű vasútvonalai

### Spanyolország

Spanyolország nagysebességű vasútvonalai

Spanyolország nagy tempóval építi a normál nyomtávú, nagysebességű AVE hálózatát. Cél, hogy 2020-ig minden nagyobb várost nagysebességű vonal kapcsoljon össze. A 2020-ban 3100 km hosszú spanyol nagysebességű hálózat a leghosszabb Európában.

### Portugália
Portugáliában 2014-ben még nem volt nagysebességű vasútvonal, azonban az Alfa Pendular a hagyományos vasúti pályákon 200 km/h sebességgel is tud közlekedni. Tervben volt egy nagysebességű vasútvonal Lisszabon és Porto között, azonban az építkezés elindítása a 2008-ban kirobbant gazdasági világválság miatt el lett halasztva. A portugál kormány 2012 március 12-én bejelentette, hogy a tervet véglegesen felfüggesztették. Eközben a spanyol oldalon az AVE hálózat közeledik a portugál határhoz.

### Egyesült Királyság

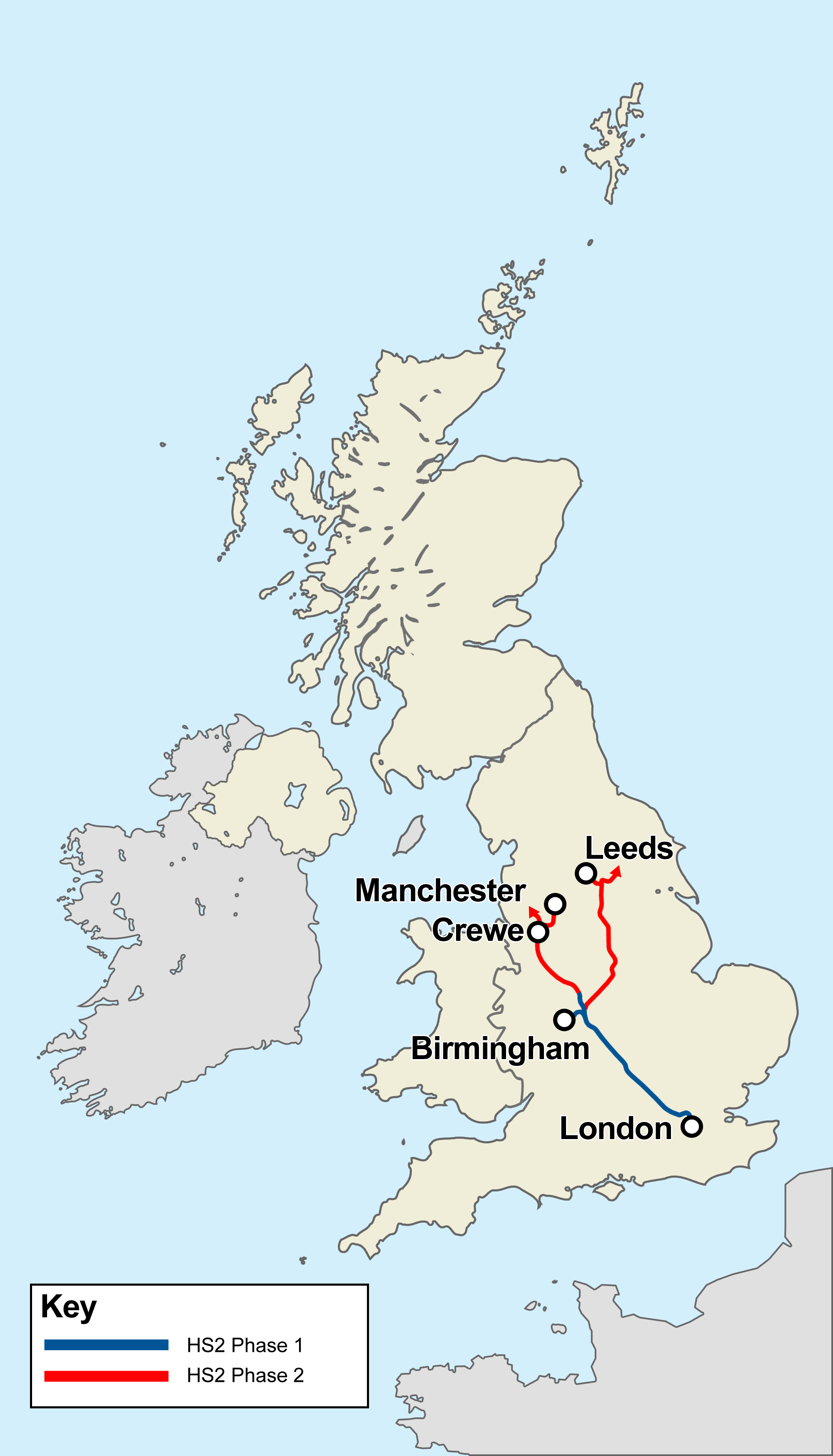
Az Egyesült Királyság megépült és tervezett nagysebességű vasútvonalai

Az Egyesült Királyságban 2014-ben egyetlen nagysebességű vonal üzemelt, a CTRL, mely Londont köti össze a Csatorna-alagút bejáratával. Tervben van egy további vonal építése is, mely Londont kapcsolja össze Birminghammel, később pedig akár Glasgowig vagy Edinburghig hosszabbítják meg.
Az országban 2014-ben az Eurostar motorvonatok és a British Rail 395 motorvonatok közlekednek. A Deutsche Bahn azt tervezte, hogy már 2013 decemberétől forgalomba állhatnak a Deutsche Bahn ICE 3 motorvonatai is London és más Nyugat-Európai nagyvárosok között, ám a terv egyelőre még bizonytalan ideig csúszik.

### Közép- és Kelet-Európa

#### Csehország
Bár Csehország már beszerzett hét db Pendolinót és ezekkel sebességrekordokat is döntöttek, a 200 km/h órával történő közlekedtetésük egyelőre nem reális. 2014 decemberétől pedig az ÖBB-vel közösen működtetik a Prága-Bécs járatokat, melyhez Railjet szerelvényeket szereztek be.
A legnagyobb megengedett sebesség Csehországban 160 km/h, így a pályaoldalról még hiányosságok vannak a nagysebességű közlekedéshez, pedig a megfelelő járművek már rendelkezésre állnak. 2020-ban sebességteszteket végeztek, a cél a 200 km/h sebességű közlekedés bevezetése 5 különböző szakaszon.

#### Szlovákia
Szlovákia nem rendelkezik nagysebességű vonatokkal (max. 160 km/h mozdonyok vannak mindössze). Jelenleg[pontosabban?] csak a csehek Pendolino vonatai közlekednek Prága és Pozsony között, Szlovákiában egy kevesebb mint 100 km-s szakaszon (Jókút–Pozsony). Az említett szakaszon a megengedett sebesség azonban nem éri el még a 160 km/h-t sem. Jelenleg[pontosabban?] folyik a Pozsony–Trencsén–Zsolna vonal felújítása és folytatni kívánják Kassáig. Bár az új konstrukció 200 km/h órás sebességet enged meg, valamint modernebb vonatok beszerzését is tervezik, de a megengedett sebesség egyelőre csak 160 km/h lesz.
2006-ban Szlovákia aláírt egy egyezményt Franciaországgal, Németországgal és Ausztriával, hogy legkésőbb 2013-ig a TGV tervezett vonalát Bécstől meghosszabbítják Pozsonyba, ebből azonban semmi nem valósult még meg 2015-ig.

#### Horvátország
A közeljövőben[pontosabban?] új, nagysebességű vasútvonal épül Horvátországban.

#### Magyarország
Magyarországon jelenleg a legnagyobb megengedett sebesség a 160 km/h Budapest és Hegyeshalom között bizonyos szakaszokon. További vonalak is alkalmasak már a 160 km/h sebességű közlekedésre, azonban biztosítóberendezés és megfelelő gördülőállomány hiányában a sebességet még nem emelték fel.
Tervben van egy Budapest-Belgrád közötti nagysebességű vasútvonal kiépítése is, ám a tervek szerint ez is csak 160 km/h sebességgel lesz járható. További távlati tervek között szerepel a Budapest-Varsó vonal is, melynek azonban csak egy rövid szakasza esik majd Magyarországra, valamint egy 250 – 350 km/h sebességű Budapest-Kolozsvár vonal, amiről 2020 januárjában jelent meg közbeszerzési tájékoztató.

### Oroszország
Oroszországban Moszkva és Szentpétervár között közlekednek széles nyomtávú ICE 3 motorvonatok, továbbá 2010 december 6-tól Helsinki is bekapcsolódott a rendszerbe. Ezen az útvonalon a VR Sm6 sorozatú motorvonatok közlekednek.

### Törökország

Törökország megépült és tervezett nagysebességű vasútvonalai

Törökország ázsiai oldalán már több nagysebességű vasútvonal is üzemel, a nagysebességű vasútvonalak építése 2003-ban kezdődött el. 2020ban már 745 km volt alkalmas a nagysebességű közlekedésre. Jelenleg további vasútvonalak állnak építés alatt.

## Lásd még
- Nagysebességű vasút
- Transzeurópai nagysebességű vasúthálózat
- Épülő nagysebességű vasútvonalak országonként
- Nagysebességű vasútvonalak listája